# Alfa-Tokotrienol
α-Tokotrienol je jedno od hemijskih jedinjenja koja se smatraju vitaminom E.